# دستور الجزائر 1976
اعتمد دستور الجزائر لعام 1976
عن طريق الاستفتاء في 19 نوفمبر 1976 ، وحكم البلاد حتى عام 1989. اعتمد بعد عشر سنوات من انقلاب 19 يونيو 1965 في الجزائر ، وهو يعزز قوة هواري بومدين من خلال إنشاء نظام رئاسي واضح في إطار حزب واحد، جبهة التحرير الوطني.

## إعداد
بعد انقلاب 19 يونيو 1965 ، مارس هواري بومدين السلطة باسم مجلس الثورة، الذي ترأسه. ينص مرسوم 10 يوليو 1965 على تشكيل حكومة جديدة في انتظار الدستور. لذلك تم إلغاء دستور 1963. رغبة منها في بناء دولة جديدة «بواسطة القاعدة» بدلاً من ذلك، تسعى السلطة الحاكمة أولاً إلى بناء وظيفة جديدة للمجتمعات المحلية على المستوى الوطني، تظل المؤسسات المؤقتة لأكثر من عشر سنوات في حين لا يتم تنظيم انتخابات وطنية.
في عام 1976 ، في مواجهة نزاع خجول، بدأ هواري بومدين عملية إنشاء مؤسسات أكثر استقرارًا. إنه لا يرغب فقط في وضع دستور جديد، ولكن لإصلاح وثيقة مشتركة بين الشعب بالمبادئ العظيمة للجمهورية . كخطوة أولى، لديه ميثاق وطني : اعتمد بالاستفتاء في 27 يونيو 1976 ، فإنه يشير إلى المبادئ الرئيسية للجزائر الاشتراكية.
تم صياغة الدستور نفسه في الأشهر التالية. تضم هيئة التحرير محمد عبد الغني وبلعيد عبد السلام وأحمد بن الشريف ومحمد الصديق بن يحي وعبد العزيز بوتفليقة وأحمد طالب الإبراهيمي . تم تقديمه إلى مؤتمر القيادة الوطنية في 6 نوفمبر، وتمت الموافقة عليه إلى حد كبير عن طريق استفتاء جديد في 19 نوفمبر 1976 وتم إصداره في 22 نوفمبر .

## الإطار و الميزة
يتضمن دستور 1976 ديباجة و 199 مادة. وهي مقسمة إلى ثلاثة ألقاب، منها الثالثة، مختصرة جداً (3 مقالات) تتضمن فقط الجمل الختامية. العنوان الأول يحدد المبادئ السياسية للدولة والمجتمع الجزائري. والثاني هو أكثر المؤسساتية بشكل صحيح.
إن العدد الكبير من المقالات والمستوى العالي من التفاصيل المذكورة يجعلها دستورًا جامدًا .

## مبادئ
في الباب الأول، الدستور يكرس الفصل الرابع الحريات الأساسية و حقوق الإنسان والمواطن، ثم الواجبات الفصل الخامس من المواطنين. إذا كانت الحقوق والحريات المعلنة واسعة للغاية من حيث المبدأ، فهي في الواقع مقيدة بواجبات مواطني الفصل الخامس، وبسبب غياب التعددية السياسية أو النقابية، والدور الحاسم للقانون في وضع القانون بدقة. إطار هذه الحقوق والحريات. يعيد الدستور التأكيد على خيار الدولة للاشتراكية، والذي يجب أن يتيح إكمال الأهداف المحددة منذ عام 1954 في سياق حرب التحرير . إن الاشتراكية المعلنة على هذا النحو جزء من روح الاشتراكية العربية ولكنها تهدف إلى أن تكون أصلية .
كما تؤكد الثقل السياسي الحاسم لجبهة التحرير الوطني كحزب واحد . يجب تشجيع إنشاء الاشتراكية من قبل الحزب الذي يشكل الطليعة، لكن الناس مدعوون للمشاركة في هذا الهدف السياسي بفضل وجود المنظمات الجماهيرية.

## الإطار المؤسسي لعام 1976

### السلطة التنفيذية
السلطة التنفيذية مخولة لرئيس الجمهورية . يجب أن يكون الرئيس مسلماً من أصل جزائري الأصل ويبلغ من العمر 40 عامًا على الأقل (مقابل 35 عامًا في دستور 1963). بعد التعيين من قبل جبهة التحرير الوطني ، يتم انتخاب الرئيس لمدة ست سنوات (خمس سنوات في دستور 1963) عن طريق الاقتراع العام المباشر، وإعادة تأهيله إلى أجل غير مسمى.
في حالة الوفاة أو الاستقالة، يتم ضمان الرئاسة المؤقتة من قبل رئيس المجلس الشعبي الوطني .
يتمتع الرئيس بسلطات واسعة جدًا. أكثر من عام 1963 ، أنشأ الدستور حقًا نظامًا رئاسيًا . من الناحية الرمزية، يسبق الفصل المخصص للسلطة التنفيذية الفصل المخصص للسلطة التشريعية. وخلافا لدستور عام 1963 ، فإن كلمة «السيادة» ليست مرتبطة بالجمعية في الفصل المخصص لها.
يجوز لرئيس الجمهورية تعيين نائب للرئيس ورئيس للوزراء، لكنه غير ملزم بذلك. تتوافق هذه الأحكام مع الطبيعة الرئاسية للنظام .
في الدستور، الإشارات إلى الحكومة قليلة ومنتشرة. يعين رئيس الجمهورية رئيسها ويكون مسؤولاً أمامه.

### السلطة التشريعية
تُسند السلطة التشريعية إلى برلمان واحد يتكون من مجلس الشعب الوطني. يتم انتخاب النواب لمدة خمس سنوات، عن طريق الاقتراع العام المباشر، بعد ترشيح الحزب .
تعقد الجمعية دورتين مدة كل منهما ثلاثة أشهر كل عام. عدم وجود جمعية دائمة، وحتى حقيقة أن المجلس يجلس نصف السنة فقط، يدعم أيضًا الطابع الرئاسي للنظام .

## اللجوء إلى الاستفتاء
آخر الجدة مقارنة بعام 1963 ، ينص الدستور على أنه يمكن لرئيس الجمهورية استشارة الأمة عن طريق الاستفتاء على أي قضية مهمة.